# 新风轮属
新风轮属（学名：Calamintha）是唇形科下的一个属，为一年生或多年生草本植物。该属共有约6－7种，分布于地中海沿岸至俄罗斯。